# Coto de Caza
Coto de Caza és una concentració de població designada pel cens del Comtat d'Orange (Califòrnia). Segons el cens del 2000 tenia 13.057 habitants.

## Demografia
Segons el cens del 2000, Coto de Caza tenia 13.058 habitants, 4.049 habitatges, i 3.644 famílies. La densitat de població era de 639 habitants/km².
Dels 4.049 habitatges en un 56,1% hi vivien nens de menys de 18 anys, en un 83,4% hi vivien parelles casades, en un 4,1% dones solteres, i en un 10% no eren unitats familiars. En el 7,5% dels habitatges hi vivien persones soles l'1,1% de les quals corresponia a persones de 65 anys o més que vivien soles. El nombre mitjà de persones vivint en cada habitatge era de 3,22 i el nombre mitjà de persones que vivien en cada família era de 3,4.
Per edats la població es repartia de la següent manera: un 35,1% tenia menys de 18 anys, un 4% entre 18 i 24, un 33,4% entre 25 i 44, un 23,8% de 45 a 60 i un 3,7% 65 anys o més.
L'edat mediana era de 35 anys. Per cada 100 dones de 18 o més anys hi havia 97,4 homes.
La renda mediana per habitatge era de 136.726 $ i la renda mediana per família de 141.598 $. Els homes tenien una renda mediana de 97.803 $ mentre que les dones 50.689 $. La renda per capita de la població era de 55.900 $. Entorn del 0,7% de les famílies i el 0,9% de la població estaven per davall del llindar de pobresa.

## Poblacions properes
El següent diagrama mostra les poblacions més properes.